# Villa Pod Jedlami
Die Villa Pod Jedlami (poln. Willa „Pod Jedlami”) wurde 1897 in Zakopane von Stanisław Witkiewicz im Zakopane-Stil erbaut. In der Villa lebten die Schriftsteller Jan Gwalbert Henryk Pawlikowski, Maria Pawlikowska-Jasnorzewska und Magdalena Samozwaniec. Später lebten Zofia Radwańska-Paryska und Witold Henryk Paryski, Dichter, die sich mit der Tatra beschäftigten, in der Villa.